# وندتورف
وندتورف (به آلمانی: Wendtorf) یک شهر در آلمان است که در پلون واقع شده‌است. وندتورف ۱٬۱۲۰ نفر جمعیت دارد.